# Aquincum (hajó)
Az Aquincum Moszkva típusú folyami motoros személyhajó, amely a Dunán üzemel kirándulóhajóként.

## Története
1975-ben építették a  Moszkvai Hajóépítő és Hajójavító Üzemben a sorozat 33. egységeként. Elkészülése után Kijevben, a Dnyeperen használták. 1998-ig az Ukrán Folyamhajózási Vállalat üzemeltette Szajani néven. 1998-ban került Magyarországra, ahol kezdetben a Dunán Budapest néven állították szolgálatba. 1999-től a Sailor Kft. Aquincum néven a Dunán üzemelteti sétahajóként. Az eredeti főgépeit Rába gyártmányú turbódízel motorokra cserélték.